# Brazzaville
Brazzaville je hlavním městem Republiky Kongo. Žije zde asi 2 553 000 obyvatel. S městem Kinshasa na druhém břehu řeky tvoří souměstí čítající 18 mil. obyvatel. Spojeny jsou přívozem.  Ve městě sídlí africká kancelář Světové zdravotnické organizace.

## Přírodní poměry a poloha
Brazzaville leží naproti zmíněnému hlavnímu městu Demokratické republiky Kongo, na západním konci oblasti Malebo na řece Kongo. Na severu hraničí s departementem Pool a na jihu se zmíněnou sousední zemí. Dominantou města je 106 metrů vysoká věž s názvem Nabemba. Střed města se rozkláda v rovině při řece Kongo, okrajové části nicméně zabírají již zvlněnou krajinu dále od ní. Kromě Konga městem protékají i řeky Djoué a Mfilou.
Město leží přes 500 km daleko od pobřeží Atlantského oceánu a 474 km jižně od rovníku.
Město se nachází v tropické oblasti. Průměrná roční teplota je 25,3  °C a roční srážky zde činí 1 273,9 mm. Listopad je nejdeštivějším měsícem s 262 mm srážek a červen je nejsušším měsícem s pouhými 12 mm srážek.

## Obyvatelstvo a jazyk
Oficiálním jazykem země je francouzština. V roce 2014 umělo 68,7 % obyvatel Brazzaville ve věku 15 let a více číst a psát francouzsky, zatímco 69,7 % umělo jen mluvit a rozumět francouzštině.

## Historie

### 19. století

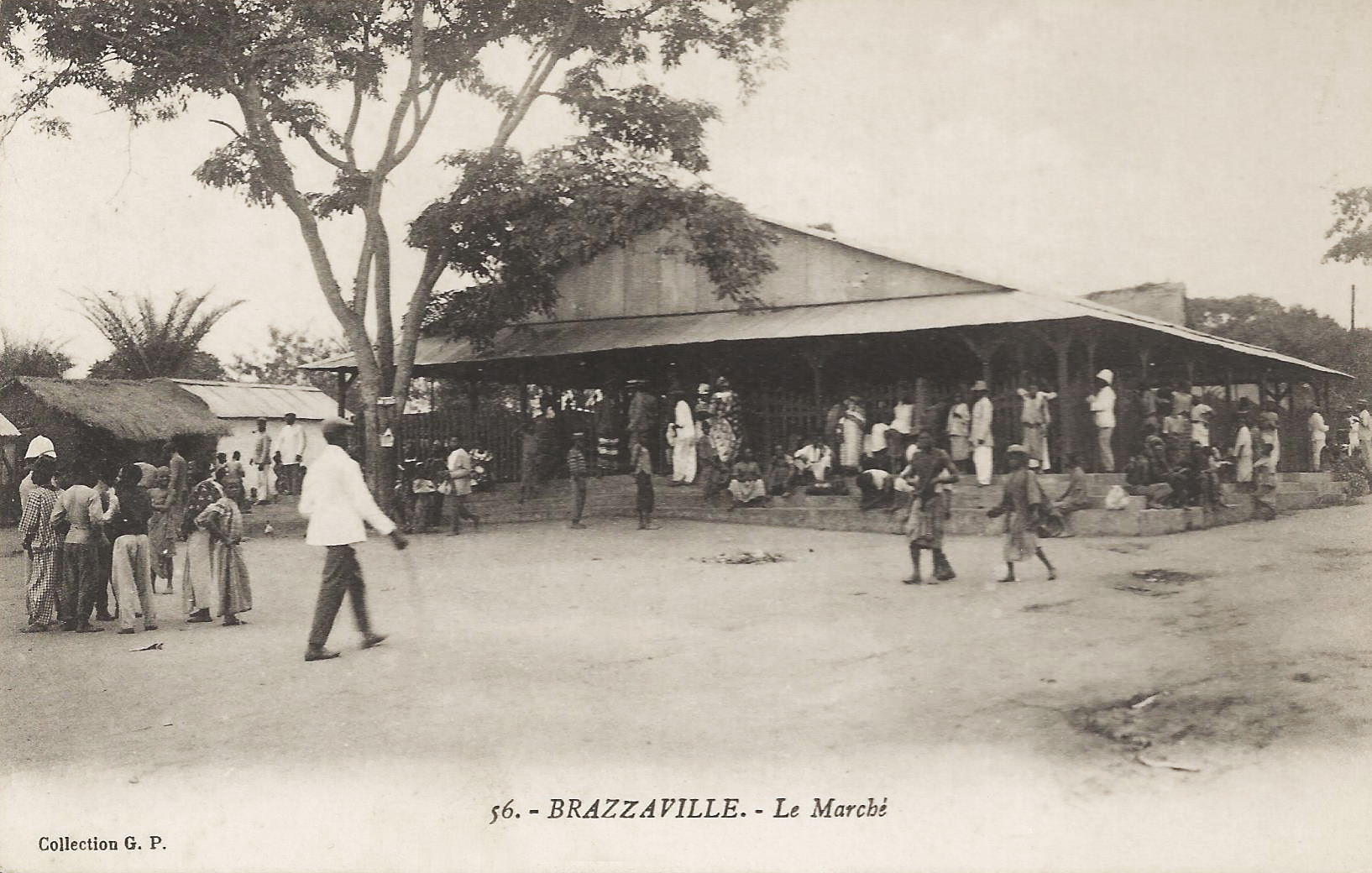
Tržnice v Brazzaville v roce 1905

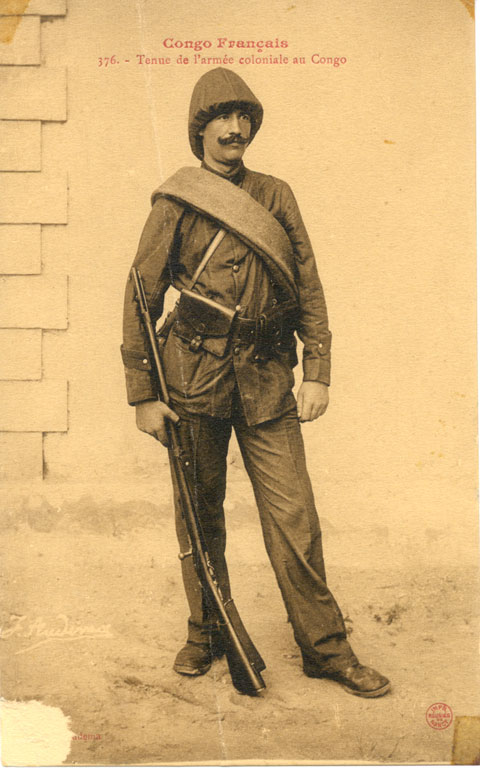
Voják francouzské koloniální armády z roku 1905

Historie nynější konžské metropole se datuje od konce 19. století. V roce 1880 založil italský objevitel Pierre Savorgnan de Brazza na území tehdejší vesnice Nkuna nové město, které později získalo jeho jméno. Byla zde stanice pro misionáře a tržiště.
Jako většina afrických měst, i Brazzaville má svou historii formovánu zejména koloniálními mocnostmi. Město bylo zpočátku ovládáno Portugalci. Po Berlínské konferenci v roce 1884 připadlo území Francii a v roce 1898 se Brazzaville stalo správním centrem Francouzského Konga, od roku 1910 Francouzské rovníkové Afriky. Pro novou správu bylo potřebné zbudovat reprezentativní sídlo, a tak v Brazzaville vznikl Palác lidu, dnes palác prezidentský.

### 20. století
V roce 1924 bylo spojeno železnicí s přístavem Pointe-Noire. V období francouzské nadvlády uzavřel Pierre Savorgnan de Brazza smlouvu s místním králem Tekem a město tak bylo pojmenováno po něm. Okolo roku 1900 žilo v Brazzaville zhruba pět tisíc obyvatel. Původní budova misie byla přestavěna do podoby katolického chrámu, dnes katedrály.[zdroj?] Kromě již zmíněného koloniálního paláce zde vznikl také fotbalový stadion, biskupský palác a budova radnice.
Město vykazovalo rychlý růst co do počtu obyvatel, nicméně počet starousedlíků byl nízký, naopak se rozrůstal počet především sezónních pracovníků.
V roce 1936 probíhala ve městě rozsáhlá veřejná diskuze ohledně toho, zda-li má být fotbal hrán v botách či na boso. Problém byl ve skutečnosti hlubší podstaty a týkal se obecných rozdílů mezi evropskými koloniálními správci a místními Afričany; Afričani byli vnímáni Evropany jako neschopni sportovního chování.
V období nacistické okupace Francie v letech 1940-1942 bylo Brazzaville de facto sídlem Svobodné Francie. V roce 1944 se zde konala konference Svobodné Francie, jejímž výsledkem byla Brazzavillská deklarace, upravující vztah Francie k francouzským koloniím po druhé světové válce.
V 50. letech zde byla postavena budova kina a také Palác spravedlnosti.
V roce 1959 získalo Francouzské Kongo autonomii a o rok později se stalo nezávislým státem. V roce 1962 začala z Brazzaville vysílat i televizní stanice. Do roku 1968 byla v zemi demokratická vláda, avšak v roce 1968 se země začala orientovat na marxisticko-leninistický způsob vlády. Konžská vláda byla v této době mohutně podporována SSSR. V roce 1965 se v Brazzaville konaly první Africké hry.
Roku 1974 mělo Brazzaville přes tři sta tisíc obyvatel.
Roku 1980 bylo administrativně město vyděleno ze sousedního departmentu Pool. V témže roce v květnu navštívil Brazzaville také papež Jan Pavel II.
V roce 1990 byl obnoven multipartijní systém, avšak po volbách v roce 1993  došlo k sérii občanských válek, které měly na Brazzaville velmi neblahý dopad. Ozbrojenci bojovali zejména o železniční spoj Brazzaville – Ponte Noire, který je stěžejní pro celou zemi. Časté byly také sabotáže elektrického vedení, především v druhé polovině 90. let 20. století. Občanskou válkou byla země sužována až do roku 2003, avšak ani dnes není v zemi úplný klid.

### 21. století
Dalším velkým problémem Brazzaville, stejně jako celé Konžské republiky, je přelidnění. V červnu 2004 představila vláda projekt „Jedno dítě, jedna rodina“, který má za cíl alespoň trochu snížit počet bezprizorných dětí, kterých jsou ulice Brazzaville plné. V téže době se město také potýkalo s katastrofální situaci v odpadovém hospodářství, kdy neexistoval organizovaný svoz odpadu; odpad se hromadil a byl převážen buď dětmi, nebo dělníky ze sousední Demokratické republiky Kongo. Situace měla za následek vážné zdravotní problémy pro místní obyvatelstvo.
Roku 2009 byla iniciována rozsáhlá obnova zaostalého a zastaralého přístavu na řece Kongo, kterou místní vláda iniciovala ve spolupráci se soukromým sektorem. Do obnovy byl investováno 50 miliard CFA franků.
V roce 2012 zde došlo v blízkosti místního mezinárodního letiště k pádu letadla Iljušin Il-76.
Roku 2013 byl městu udělen organizací UNESCO titul City of Music.
V roce 2024 zde byl otevřen první hotel v zemi řetězce Hilton.

## Hospodářství
Hlavními průmyslovými odvětvími v Brazzaville jsou strojírenství, textilní, kožedělný a zpracovatelský průmysl. Přes říční přístav na řece Kongo se exportuje kaučuk, dřevo a zemědělské produkty dále železnicí do přístavu Pointe-Noire na pobřeží Atlantského oceánu.
V lokalitě Maloukou byla zřízena zvláštní ekonomická zóna, která by měla zlepšit ekonomickou situaci regionu.

## Budovy a instituce

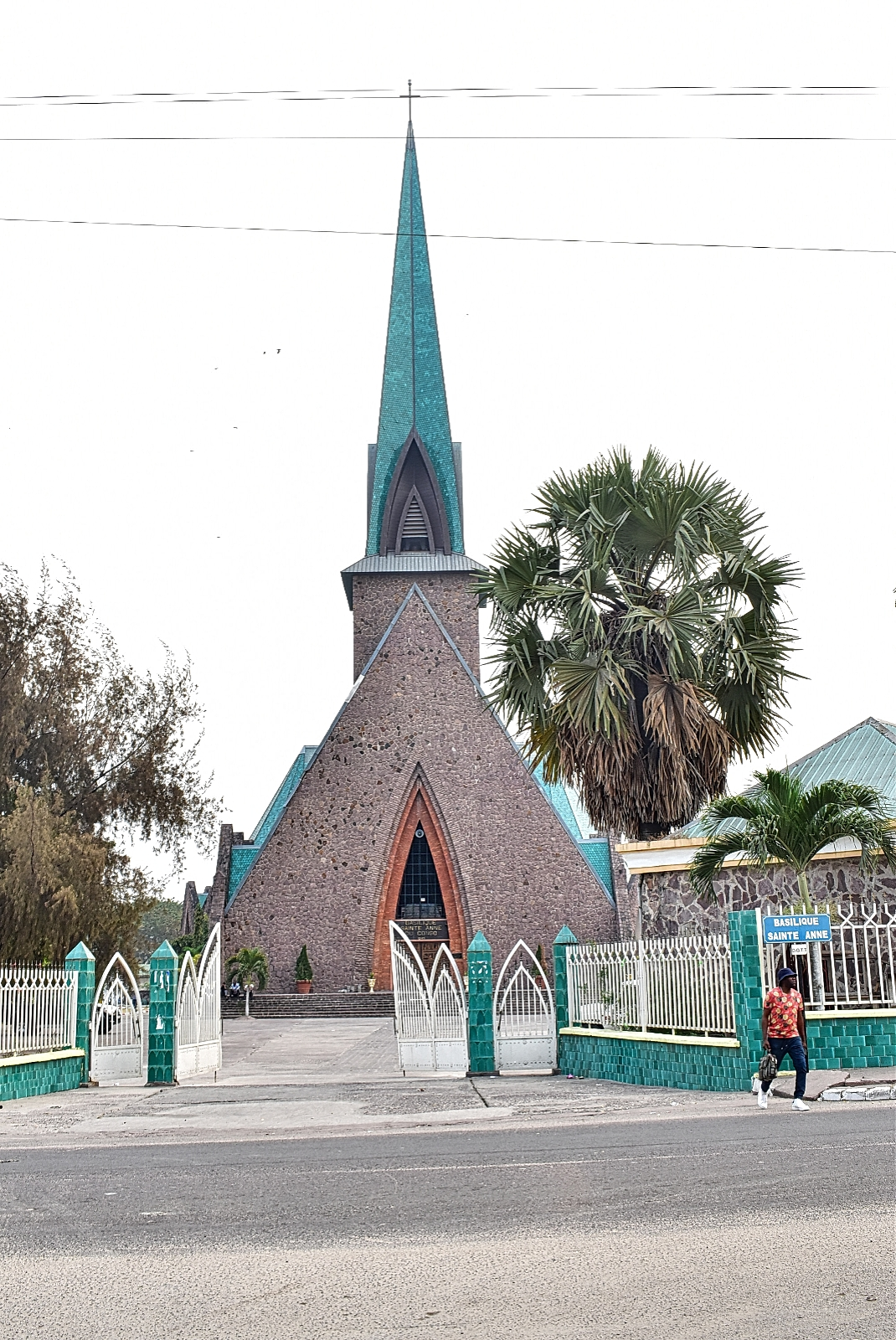
Bazilika sv. Anny

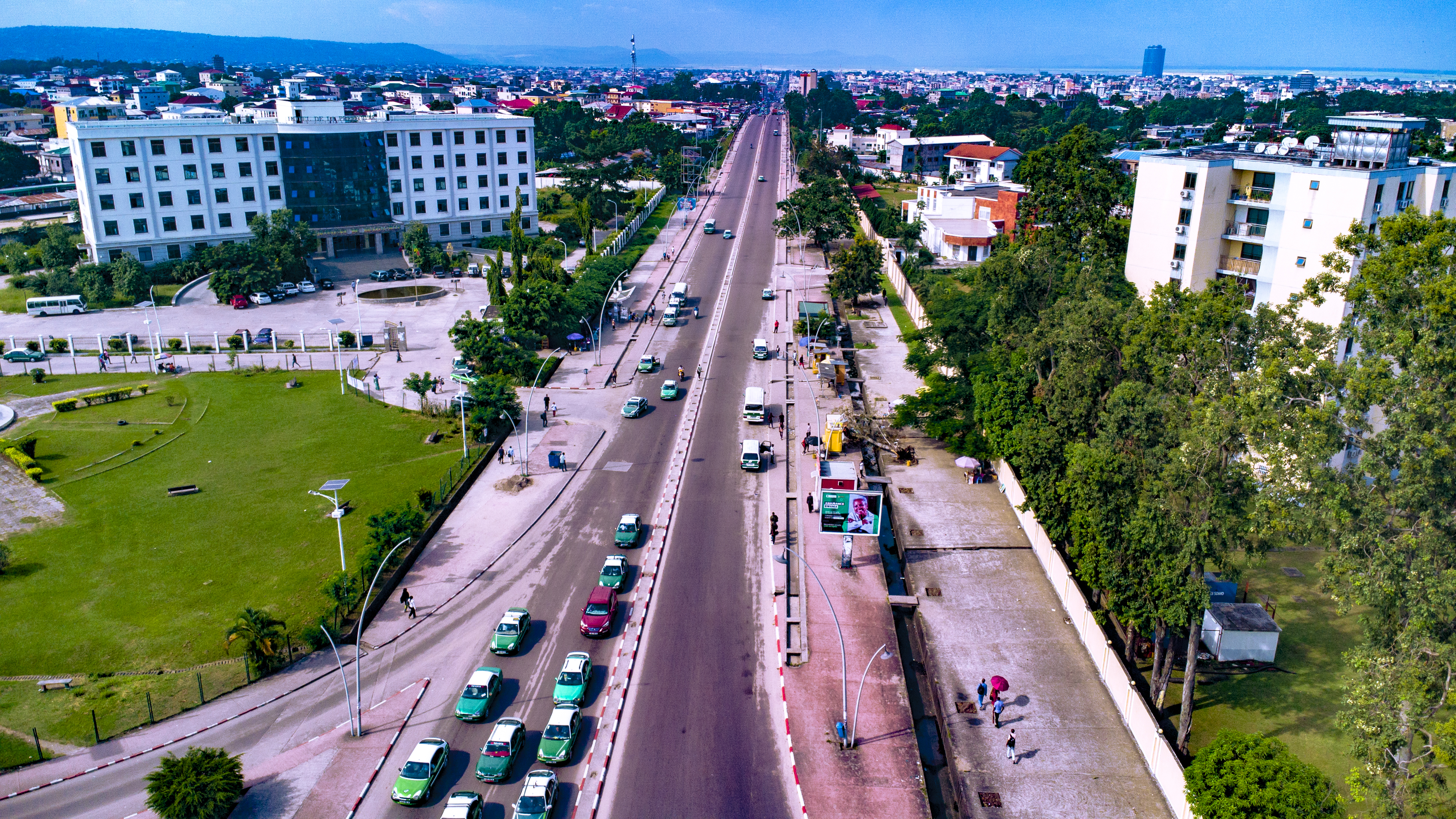
Třída Alfreda Raoula.

- Římskokatolická katedrála Nejsvětějšího Srdce Ježíšova (1892-1894), nejstarší budova ve městě, založená komnunitou misionáře Hippolyta, obnovená v letech 1953 a 1993; sídlo arcidiecéze
- Bazilika svaté Anny, rovněž katolická, moderní budova s gotickými prvky postavena v roce 2010, vyniká zelenými střechami.
- Tour Nabemba, vyhlídková věž o výšce 106 metrů.
- Mauzoleum prezidenta Mariena Ngouabiho
- Památník Pierra Savorgnana de Brazza se sochou zakladatele
- Zoologická zahrada
- Světová zdravotnická organizace má ve městě sídlo Regionálního úřadu pro Afriku.
- De Gaullův dům, dnes sídlo francouzského velvyslance.
- Palác lidu, dříve zde sídlila koloniální správa, dnes zde sídlí prezidentský úřad.

## Školství
- Univerzita Mariena Ngouabiho byla založena roku 1971 a své současné jméno nese od roku 1977, kdy byl prezident Ngouabi zavražděn. Je dosud jedinou státní univerzitou v zemi. Dále zde sídlí francouzské lyceum Antoina de Saint-Exupéryho a americká škola.
- Malířská škola sídlí ve čtvrti Poto-Poto.

## Doprava
Ve městě je mezinárodní letiště Maya-Maya Airport a železniční stanice. Vlaky odsud směřují dále na území Konžské republiky a do přístavního města Pointe-Noire.
Důležitý je říční přístav s přívozem do měst Kinshasa a Bangui. Přístav z hlediska nákladní dopravy sloužil a slouží především pro přepravu dřeva z vnitrozemí Afriky. Dřevo je překládáno po železnici (vzhledem k Livingstonovým vodopádům není plavba pro nákladní lodě dále po proudu možná).
Výhledově by měl být přes řeku Kongo zbudován do sousední Demokratické republiky Kongo most. 
Ve městě neexistuje hromadná doprava. Otázka dopravy v stále rostoucí metropoli je palčivý problém. V minulosti (v druhé polovině 20. století) vznikaly různé dopravní společnosti, které se zabývaly přepravou lidí po městě, ale během hospodářských krizí zanikaly. Roku 2016 zde byly provozovány (zapůjčené) elektrické minibusy. Kromě toho jsou zde provozována sdílená taxi, která mají různé přezdívky podle linek na kterých jsou vypravovány.
Silnice byly směrem z Brazzaville dále do vnitrozemí v 21. století vyasfaltovány, dnes vede souvislá komunikace až k hranicím se sousedním Kamerunem. Městské komunikace jsou však dlouhodobě v neudržovaném stavu, což způsobuje nejen nedostatek financí, ale také přívalové a tropické deště. Jednou z dominant města je zavěšený Most 15. srpna.

## Bezpečnost
V současné době patří Brazzaville k nejhorším možným místům k životu. V žebříčku nejhorších měst pro obyvatelstvo se Brazzaville umístilo na posledním 215. místě.[zdroj?] Pro lepší představu lze uvést, že válkou donedávna zmítaný Bagdád je na 212. místě. Kolem poloviny domů v konžském hlavním městě jsou jen ruiny po mnohaletých bojích.
Problémem Brazzaville je nejenom zločinnost, ale také zcela nedostatečná infrastruktura, město se po četných občanských válkách není schopno samotné ekonomicky postavit na vlastní nohy. Kriminální činnost v oblasti (nejnebezpečnější oblast se nachází na jihu města) je organizována ozbrojenými bojůvkami. Místní policie nemá prostředky, jak současné situaci zabránit.

## Partnerská města
- Dakar, Senegal
- Drážďany, Německo
- Kinshasa, Konžská demokratická republika
- Olathe, Spojené státy americké
- Washington, D.C., Spojené státy americké
- Wej-chaj, Čínská lidová republika